# Национальное движение за культурную и социальную революцию Чада
Национальное движение за культурную и социальную революцию (НДКСР, фр. Mouvement national pour la Revolution Culturelle et Sociale, MNRCS) — правящая политическая партия Республики Чад с 30 августа 1973 года по 13 апреля 1975 года.
Создана Президентом Франсуа Томбалбаем на базе бывшей правящей партии — Прогрессивной партии Чада на Учредительном съезде 27 — 30 августа 1973 года. Создание новой партии должно было ознаменовать новое изменение курса страны, теперь уже под левыми лозунгами. Съезд принял решение об «усилении культурной революции» и избрал генеральным секретарем НДКСР Франсуа Томбалбая, который выступил с заключительной речью. В сентябре по решению съезда в Чаде была (как и в ряде других стран Африки) проведена «африканизация» имен и названий: столица Форт-Лами была переименована в Нджамену, её улицы поменяли названия, а сам Томбалбай взял себе африканизированное имя Нгарта. В октябре членство в новой партии было объявлено обязательным для всей рабочих Чада, которых также обязали перечислять через предпринимателей в фонд НДКСР 1 % своей заработной платы. Сами предприниматели были теперь обязаны отчислять партии 0,001 % оборота. В феврале 1974 года по решению партии и правительства Чадское радио было переименовано в «Голос культурной революции». Прошедший в апреле-мае того же года семинар руководящих работников Национального движения за политическую и социальную революцию выдвинул доктрину «чадского социализма». Были упразднены религиозные организации и миссии. Все это происходило на фоне активизации отношений с Китаем, который предоставил Чаду финансовую помощь, а также с Северной Кореей и Румынией.
После военного переворота 13 апреля 1975 года Высший военный совет Чада запретил любую политическую деятельность и Национальное движение за политическую и социальную революцию было распущено.